# Timbercreek Canyon
Timbercreek Canyon é uma vila localizada no estado norte-americano do Texas, no Condado de Randall.

## Demografia
Segundo o censo norte-americano de 2000, a sua população era de 406 habitantes.
Em 2006, foi estimada uma população de 480, um aumento de 74 (18.2%).

## Geografia
De acordo com o United States Census Bureau tem uma área de
4,8 km², dos quais 4,8 km² cobertos por terra e 0,0 km² cobertos por água.

## Localidades na vizinhança
O diagrama seguinte representa as localidades num raio de 28 km ao redor de Timbercreek Canyon.